# Modelo de Zimm-Bragg
En mecánica estadística, el modelo de Zimm–Bragg es un modelo de transición hélice-ovillo que describe las transiciones de macromoléculas, normalmente cadenas de polímeros. La mayor parte de los modelos proporcionan una aproximación razonable de la fracción de helicidad de un polipéptido dado; los modelos de Zimm–Bragg difieren en la incorporación de la facilidad de la propagación con respecto a la nucleación.

## Modelos de transición hélice-ovillo
Los modelos de transición hélice-ovillo asumen que los polipéptidos son cadenas lineales compuestas por segmentos interconectados. Más allá de todo esto, los modelos agrupan estas secciones en dos categorías amplias: Los ovillos, conglomerados aleatorios de piezas dispares no unidas, se representan con la letra 'C', y las hélices, estados ordenados donde se asume que la cadena tiene una estructura estabilizada por enlaces de hidrógenos, se representan con la letra H.
Así pues, es posible representar, grosso modo, una molécula como una cadena como CCCCHCCHCHHHHHCHCCC y así sucesivamente. El número de factores ovillos y hélices en el cálculo de la helicidad fraccionaria, {\displaystyle \theta \ }, definida como 
{\displaystyle \theta ={\frac {\left\langle i\right\rangle }{N}}}
donde
{\displaystyle \left\langle i\right\rangle \ } es la helicidad media y
{\displaystyle N\ } es el número de unidades en hélice o en ovillo.

## Zimm-Bragg
El modelo de Zimm–Bragg toma en consideración la cooperatividad de cada semento cuando se calcula la helicidad fraccionaria. La probabilidad de que un monómero dado sea una hélice o un ovillo está afectada por lo que es el monómero previo, esto es, si el nuevo sitio es una nucleación o una propagación. 
Por convención, una unidad de ovillo ('C') tiene siempre un peso estadístico 1. A la adición de un estado de hélice ('H') a un estado previamente arrollado en ovillo (nucleación) se le asigna un peso estadístico {\displaystyle \sigma s\ }, donde {\displaystyle \sigma \ } es el parámetro de nucleación y 
{\displaystyle s={\frac {[H]}{[C]}}}.
La adición de un estado de hélice a una posición que ya en estado de hélice (propagación) tiene un peso estadístico de {\displaystyle s\ }. Para la mayor parte de las proteínas,
{\displaystyle \sigma \ll 1<s\ }
lo que hace que la propagación de la hélice sea más favorable que la nucleacilón de una hélice a partir de un estado arrollado en ovillo.
A partir de estos parámetros es posible computar la helicidad fraccional {\displaystyle \theta \ }. La helicidad media {\displaystyle \left\langle i\right\rangle \ } está dada por
{\displaystyle \left\langle i\right\rangle =\left({\frac {s}{q}}\right){\frac {dq}{ds}}}
donde {\displaystyle s\ } es el peso estadístico y {\displaystyle q\ } es la función de partición dada por la suma de probabilidades de cada posición del polipéptido. La helicidad fraccional, por consiguiente, viene dada por la ecuación 
{\displaystyle \theta ={\frac {1}{N}}\left({\frac {s}{q}}\right){\frac {dq}{ds}}}.

## Mecánica estadística
El modelo de Zimm–Bragg model es el equivalentente a un modelo de Ising unidimensinal y no contempla interacciones de amplio rango, como interacciones entre residuos bien separados a lo largo del eje del polímero, por tanto, por el famoso argumento de Rudolf Peierls, no puede sufrir una transición de fase. 
La mecánica esdadística del modelo de Zimm–Bragg se puede resolver exactamente utilizando el método de las matrices de transferencia. Los dos parámetros del modelo de Zimm–Bragg model son σ, el peso estadístico para nuclear una hélice y s, el peso estadístico para propagar una hélice. Esos parámetros pueden depender del resido j; por ejemplo, un residuo de prolina puede nuclear fácilmente una hélice pero no propagarla; un residuo de leucina puede nuclear y propagar una hélice fácilmente, mientras que una glicina puede desfavorecer tanto la nucleación como la propagación de una hélice. Puesto que solo se consideran las interacciones más próximas en el modelo de Zimm–Bragg model, se puede escribir la función de partición completa de una cadena de N residuos como sigue: 
{\displaystyle {\mathcal {Z}}=\left(0,1\right)\cdot \left\{\prod _{j=1}^{N}\mathbf {W} _{j}\right\}\cdot \left(1,1\right)}
donde la matriz de transferencia 2x2Wj del residuo en la posición j-ésima iguala a la matriz de pesos estadísticos para los estados de transición.  
{\displaystyle \mathbf {W} _{j}={\begin{bmatrix}s_{j}&1\\\sigma _{j}s_{j}&1\end{bmatrix}}}
La entrada fila-columna en la matriz de transición iguala el peso estadístico de efectuar una transición del estado fila en el residuo j-1 al estado columna en el residuo j.  Los dos estados son hélice (el primero) y ovillo (el segundo).  Por ello, la entrada superior izquierda s es el peso estadístico de la tansición de hélice a hélice, mientras que la entrada inferior izquierda σs es la de transición de ovillo a hélice.